# جائزة كندا الكبرى 1972
جائزة كندا الكبرى 1972 هو سباق فورمولا 1 أقيم بتاريخ 24 سبتمبر 1972 في أونتاريو، كندا. كان الحادي عشر من أصل 12 في بطولة العالم لسباقات الفورمولا واحد موسم 1972. حلّ البريطاني جاكي ستيورات أولا بينما جاء الأمريكي بيتر ريفسون في المركز الثاني وحصل على المركز الثالث النيوزلندي ديني هولم.